# 1488
1488 (MCDLXXXVIII) je bilo prestopno leto, ki se je po julijanskem koledarju začelo na torek.

## Dogodki
- flandrijska mesta se uprejo nemškemu cesarju Maksimilijanu I..

## Rojstva
- 21. april - Ulrich von Hutten, nemški humanist, pesnik in reformator († 1523)

Neznan datum
- Gustav Trolle, uppsalski nadškof († 1535)
- Vlad V. Mlajši, vlaški knez († 1512)